# Лаврентійські гори

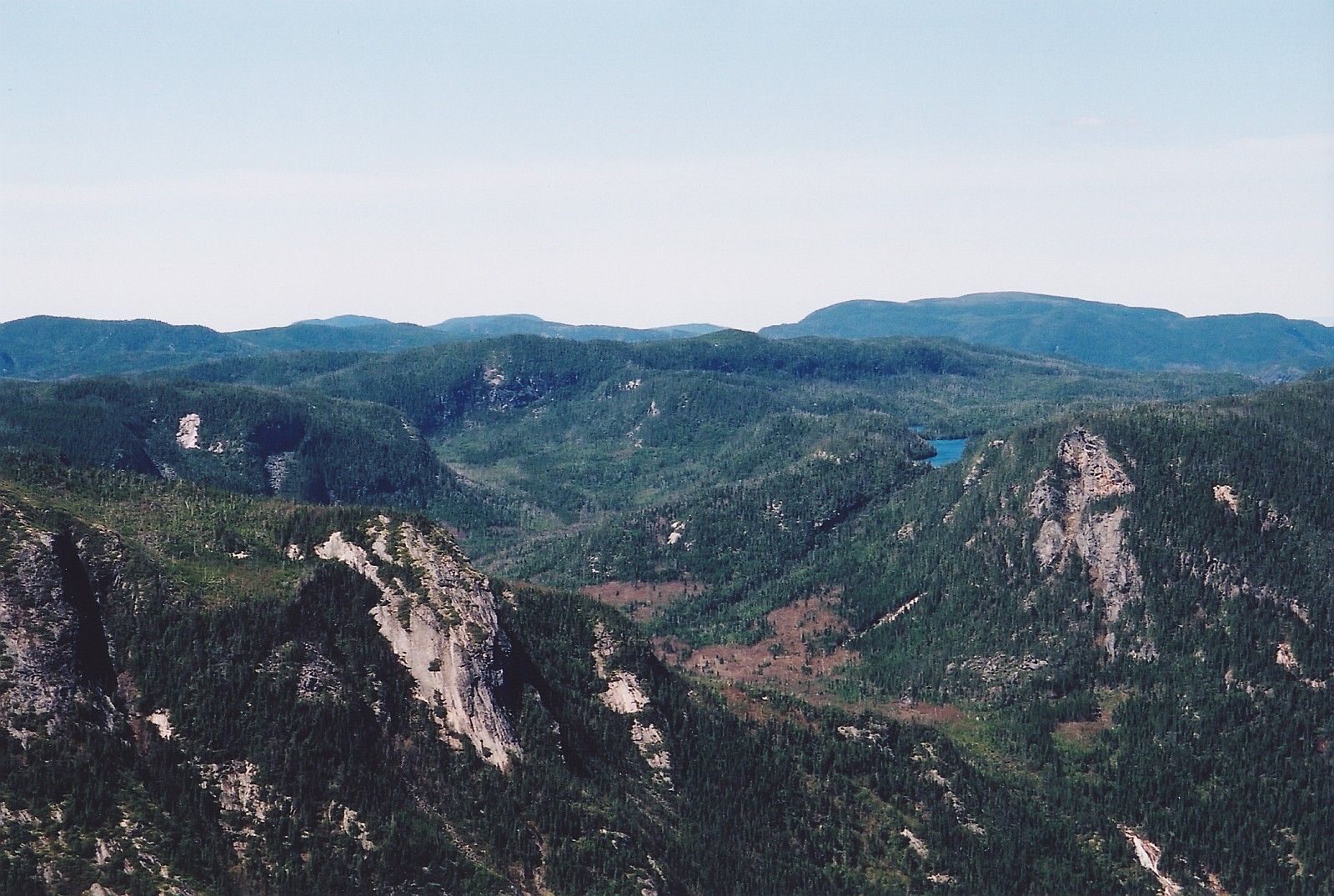
Лаврентійські гори. Національний парк От-Горж-де-ля-Рив'єр-Мальбе (Hautes-Gorges-de-la-Rivière-Malbaie National Park, Шарлевуа, Квебек, Канада.

Лаврентійські гори, також Лаврентійський масив, або Лаврентід — гірський масив на півдні провінції Квебек Канада, що простягнувся із заходу на схід уздовж північного узбережжя річок Оттава і Святого Лаврентія. Входять до складу Лаврентійської височини.
Найвищою вершиною (1166 метрів) є гора — Рауль-Бланшар на північний схід від м. Квебек в природному заповіднику Лаврентід. У цьому масиві розташовані витоки річок Гатіно, Л'Ассонсьон, Льєвр, водоспад Монморансі, а також річки Дю-Нор і Сен-Моріс, що витікають з гірських озер.
Гірський масив Адірондак, розташований по інший бік р. Св. Лаврентія в американському штаті Нью-Йорк, фактично є продовженням Лаврентійського масиву, хоча їх іноді включають помилково до складу Аппалачів.
Хоча один з адміністративних регіонів провінції Квебек носить назву en:Laurentides, Лаврентійська масив проходить і через інші адміністративні регіони: Капіталь-Насьйональ, Оттава, Ланодьєр і Морісі. Передгір'я Лаврентійського масиву простягаються до північно-східного Онтаріо, зокрема, до міста Боншер.
Лаврентійська масив — один з найстаріших гірських масивів у світі. Він має скельні відкладення докембрійської епохи, близько 540 млн років тому.
Лаврентід є центральною частиною Гренвільського орогенезу, що датується близько 1100—1000 млн років тому.